# Лежень великий
Лежень великий (Esacus recurvirostris) — вид сивкоподібних птахів родини лежневих (Burhinidae).

## Поширення
Вид поширений в Південній та Південно-Східній Азії. Трапляється на півдні Ірану, в Пакистані, Індії, Шрі-Ланці, Непалі, Бутані, Бангладеш (рідкісний), М'янмі, Таїланді, Лаосі, Камбоджі, В'єтнамі та на півдні Китаю (включаючи острів Хайнань).

## Опис
Птах завдовжки 49–55 см. Має великий 7-сантиметровий гострий дзьоб. Верхня частина тіла сіро-коричневого кольору, нижня — білувата. Лице має виразний чорно-білий візерунок. Дзьоб чорний з жовтою основою. Очі яскраво-жовті, ноги зеленувато-жовті.

## Спосіб життя
Трапляється на морському узбережжі, берегах річок річок, озер. Активний вночі. Живиться комахами, крабами та дрібними хребетними. Гніздо облаштовує на землі. У кладці одне яйце.